# Савенкова, Анна Ивановна
Анна Ивановна Савенкова (Бобракова) (15 октября 1924 года — 30 ноября 1988 года) — бригадир колхоза имени Молотова Малоархангельского района Орловской области. Герой Социалистического Труда (30.03.1948).

## Биография
Родилась 15 октября 1924 года в деревне Мамошино ныне Малоархангельского района Орловской области. Русская.
Свой трудовой путь начала с 15 лет. В 1939 году Анна вошла в состав полеводческой бригады, которая выращивала рожь. Энергичность и трудовой энтузиазм девушки были оценены по достоинству и её назначили звеньевой, а затем бригадиром полеводческой бригады местного колхоза имени Молотова.
В годы войны вся тяжесть обработки земли, выращивания урожая и его сбор легла на плечи женщин, стариков и детей. Анна Савенкова была среди тех, кто не жалел себя. Эта девушка с твердым и сильным характером старалась взять на себя самую тяжелую работу, чтобы облегчить труд других.
Не намного легче были и первые послевоенные годы. 1946 год явился засушливым и неурожайным, к следующей посевной кампании семена со станции таскали на спине, на детских самодельных санках возили бочки с горючим (ГСМ) и на коромыслах в ведрах разносили к тракторам, а поля, в основном, обрабатывали на волах и коровах.
По итогам работы в 1947 году бригадой А. И. Савенковой получен урожай ржи 31,4 центнера с гектара на площади 17 гектаров.
Указом Президиума Верховного Совета СССР от 30 марта 1948 года за получение высоких урожаев ржи и южной конопли в 1947 году бригадиру Савенковой Анне Ивановне присвоено звание Героя Социалистического Труда с вручением ордена Ленина и золотой медали «Серп и Молот».
В последующие годы бригада А. И. Бобраковой (в замужестве) продолжала получать высокие урожаи зерновых на полях родного колхоза, в 1957 году переименованного в «Победа коммунизма».
Избиралась депутатом Малоархангельского районного Совета депутатов трудящихся.
Проживала в родной деревне Мамошино в Малоархангельском районеОрловской области Российской Федерации.
Умерла в 1988 году. Похоронена в Малоархангельский район.

## Награды
- Золотая медаль «Серп и Молот» (30.03.1948);
- орден Ленина (30.03.1948).
- Медаль «За доблестный труд в Великой Отечественной войне 1941—1945 гг.»
- и другими